# Peter Ottenbruch
Peter Ottenbruch (* 2. Oktober 1957 in Vorst, Kreis Viersen; † 13. Juli 2021 in Schonungen) war ein deutscher Maschinenbauingenieur und Manager. Von 2007 bis 2011 war er Vorstandsvorsitzender der ZF Sachs AG. Ab Januar 2011 war er Technikvorstand der ZF Friedrichshafen AG. Von April 2013 bis Dezember 2014 war er Vorsitzender der Geschäftsleitung der ZF Lenksysteme GmbH.

## Leben
Ottenbruch wurde als erstes Kind des in Krefeld ansässigen Bauingenieurs Herbert Ottenbruch und seiner Frau Annemarie geboren. Ab 1958 lebte er ein Dreivierteljahr an der Baustelle des Stahlwerkes Rourkela in Indien, bei dessen Errichtung sein Vater mitwirkte. Im Jahre 1961 zog die Familie nach Essen, wo er seine weitere Kindheit und Jugend verbrachte. Dort besuchte er ab 1964 die Käthe-Kollwitz-Grundschule in Essen-Rüttenscheid und die Steinbach-Grundschule  in Essen-Haarzopf. Im Jahr 1967 wechselte er auf die Alfred-Krupp-Schule in Essen-Frohnhausen, wo er 1976 die allgemeine Hochschulreife (Abitur) erlangte.
Nach Praktika bei Krupp Industrie- und Stahlbau, Essen, und Kunststofftechnik H. Lehmann, Mülheim an der Ruhr, nahm Ottenbruch im Jahr 1977 das Maschinenbau-Studium an der Ruhr-Universität Bochum auf. Nach dem Vordiplom wechselte er an die RWTH Aachen, wo er sein Studium 1984 mit dem Diplom abschloss.
Ottenbruch blieb zunächst als wissenschaftlicher Mitarbeiter am Werkzeugmaschinenlabor WZL der RWTH Aachen, wo er 1989 mit dem Thema „Entwicklung eines Systems zur Unterstützung der Konzept- und Entwurfsphase : vertieft am Beispiel der Bearbeitung von Norm- und Zukaufteilen“ zum Dr.-Ing. promoviert wurde. Im August des gleichen Jahres begann er seine Tätigkeit für die damalige Fichtel & Sachs AG, Schweinfurt (ab 1997: Mannesmann Sachs AG, ab 2001: ZF Sachs AG), als „Leiter Arbeitsvorbereitung im Bereich Maschinen- und Werkzeugbau“. Im Oktober 1992 wurde er „Leiter Werkzeugbau“, im Dezember 1993 „Leiter des Produktbereichs elektronische Kupplungssysteme“. Ab Oktober 1997 war er „Leiter Produktbereich Pkw-Kupplungssysteme“ und Mitglied der Geschäftsleitung. Ab Juli 2000 wurde er „Leiter Produktbereich Drehmomentwandler“, im April 2001 zusätzlich „Leiter Operations Antriebsstrang“. Im Januar 2002 wurde Ottenbruch Mitglied des Vorstands der ZF Sachs AG, Ressort Antriebsstrang und im Januar 2007 Mitglied der Unternehmensleitung der ZF Friedrichshafen AG, Unternehmensbereich Antriebs- und Fahrwerkkomponenten, sowie Vorsitzender des Vorstands der ZF Sachs AG.
Im Januar 2011 wurde Peter Ottenbruch als Technikvorstand in den Zentralvorstand der ZF Friedrichshafen AG berufen. Im Dezember 2012 wurde sein Wechsel als Geschäftsführer zur ZF Lenksysteme GmbH bekannt gegeben. Nach der vollständigen Übernahme durch die Robert Bosch GmbH schied er aus der Geschäftsführung der ZF Lenksysteme GmbH aus.
Ottenbruch hinterließ eine Ehefrau, einen Sohn und eine Enkelin.